# Municipio de Brookbank
El municipio de Brookbank (en inglés: Brookbank Township) es un municipio ubicado en el condado de Mountrail en el estado estadounidense de Dakota del Norte. En el año 2010 tenía una población de 34 habitantes y una densidad poblacional de 0,37 personas por km².

## Geografía
El municipio de Brookbank se encuentra ubicado en las coordenadas 48°9′32″N 102°30′1″O / 48.15889, -102.50028. Según la Oficina del Censo de los Estados Unidos, el municipio tiene una superficie total de 93.03 km², de la cual 93 km² corresponden a tierra firme y (0,03 %) 0,03 km² es agua.

## Demografía
Según el censo de 2010, había 34 personas residiendo en el municipio de Brookbank. La densidad de población era de 0,37 hab./km². De los 34 habitantes, el municipio de Brookbank estaba compuesto por el 94,12 % blancos, el 2,94 % eran amerindios y el 2,94 % eran de una mezcla de razas. Del total de la población el 0 % eran hispanos o latinos de cualquier raza.